# Bużyski
Bużyski est un village de Pologne, situé dans la gmina de 	Drohiczyn, dans le Powiat de Siemiatycze, dans la voïvodie de Podlachie.

## Histoire
Selon le recenssement de la commune de 1921, ont habité dans le village 295 personnes, dont 284 étaient catholiques et 11 judaïques. Parallèlement, tous habitants ont déclaré avoir la nationalité polonaise. Dans le village, il y avait 39 bâtiments habitables.

## Source
- (en) Cet article est partiellement ou en totalité issu de l’article de Wikipédia en anglais intitulé « Bużyski » (voir la liste des auteurs).